# János Fürst
János Fürst [ˈjaːnoʃ ˈfyrst] (* 8. August 1935 in Budapest; † 3. Januar 2007 in Paris) war ein ungarischer Violinist und Dirigent.

## Leben
Fürst studierte Violine an der Franz-Liszt-Musikakademie in Budapest und später am Pariser Konservatorium. Danach war er als Konzertmeister tätig. 1963 gründete er das Irish Chamber Orchestra, 1966 wurde er Konzertmeister des Ulster Orchestra. Später wirkte er als Dirigent in Malmö, Aalborg, Dublin, Marseille und beim Stadtorchester Winterthur (heute Musikkollegium Winterthur). Zudem war er Erster Gastdirigent des Philharmonischen Orchesters Helsinki.
1972 debütierte er als Dirigent in London, wo er seither alle wichtigen Orchester geleitet hat. Daneben trat er in zahlreichen europäischen Städten, in Israel, den USA, Australien und Neuseeland auf. Außerdem wirkte er neun Jahre als Musikdirektor der Oper in Marseille und gastierte an der English National Opera, der Scottish Opera und der Kungliga Operan Stockholm. 1997 erhielt er eine Professur am Lehrstuhl für Dirigentenausbildung am Pariser Konservatorium. 2002 wurde er künstlerischer Leiter des Symphonie-Orchesters der ungarischen Stadt Szeged, wo er im Mai 2006 sein letztes Konzert dirigierte.